# Serengeti (region geograficzny)

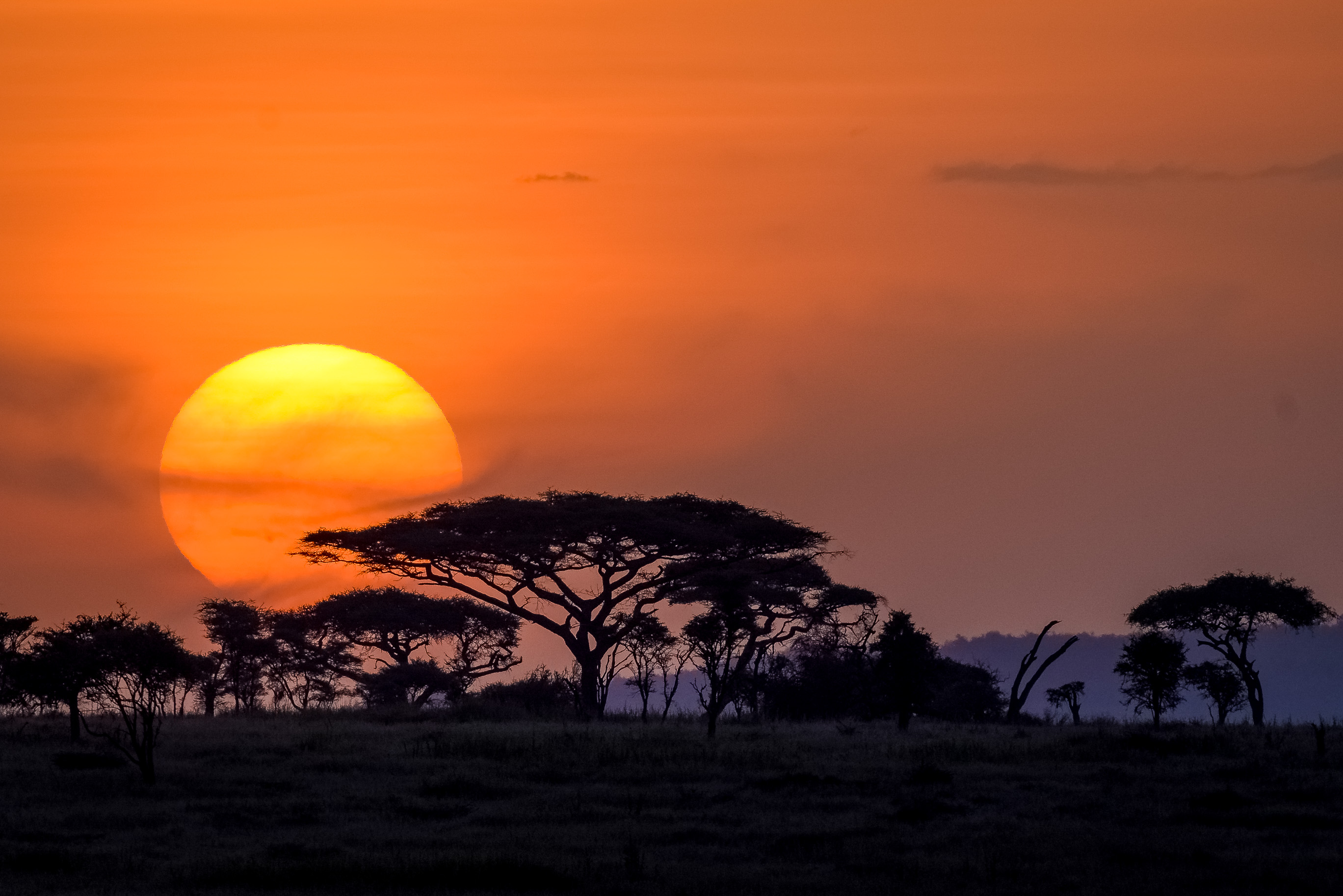
Drzewo akacjowe na tle zachodzącego słońca w Serengeti (północna Tanzania)

Serengeti, właśc. Wielki Ekosystem Serengeti-Mara (ang. The Greater Serengeti-Mara Ecosystem) – region geograficzny w Afryce, w północnej Tanzanii oraz południowo-zachodniej Kenii, charakteryzujący się występowaniem dużej liczby wielkich ssaków, w tym bawoła afrykańskiego, gnu pręgowanego,  lwa. Obejmuje obszar ponad 30 000 km², w tym Park Narodowy Serengeti (14 763 km²), Ngorongoro Conservation Area, Loliondo Game Controlled Area, rezerwaty zwierzyny łownej Maswa, Ikorongo i Grumeti oraz Masai Mara National Reserve z przylegającymi doń terenami chronionymi. 
Krajobraz Serengeti charakteryzują rozległe równiny sawanny z użytkami zielonymi i lasami. Region graniczy od wschodu i południowego wschodu z pasmami górskimi Wielkiego Rowu Wschodniego i kraterem Ngorongoro, od zachodu – z Jeziorem Wiktorii a od północy – z lasem Mau w Kenii.
Serengeti charakteryzuje się największą migracją ssaków na świecie, na którą składają się przemieszczające się stada gnu, zebr i gazeli. Ponadto obszar ten jest jednym z największych skupisk dużych drapieżników na świecie. Ocenia się, że w 2012 r. ten charakteryzujący się dużą bioróżnorodnością ekosystem był domem dla ponad 3 tys. lwów, 1 tys. lampartów afrykańskich oraz 7,7 tys. – 8,7 tys. hien cętkowanych. Występuje tu także gepard grzywiasty. 
Wysokości nad poziom morza w Serengeti wahają się od 920 do 1850 metrów, a średnia temperatura oscyluje w granicach od 15 do 25 stopni Celsjusza. Klimat jest zwykle ciepły i suchy, a opady występują w dwóch porach deszczowych: dłuższej – trwającej od marca do maja oraz krótszej – obejmującej październik i listopad. Opady deszczu wahają się od 508 milimetrów (20 cali) na wyżynie Ngorongoro do 1200 milimetrów (47 cali) na brzegu Jeziora Wiktorii.

## Fotogaleria

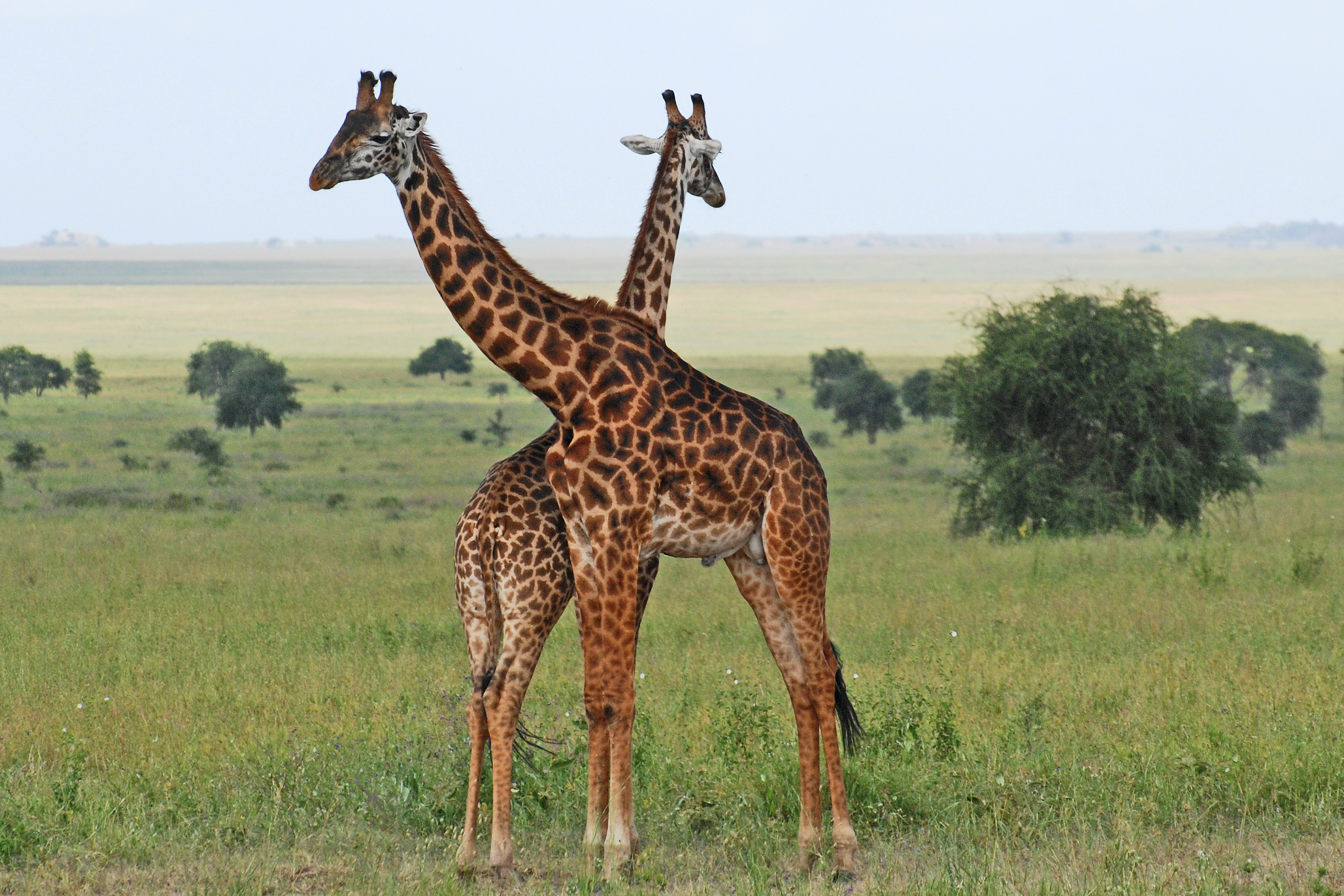
Żyrafy we wschodniej części Serengeti
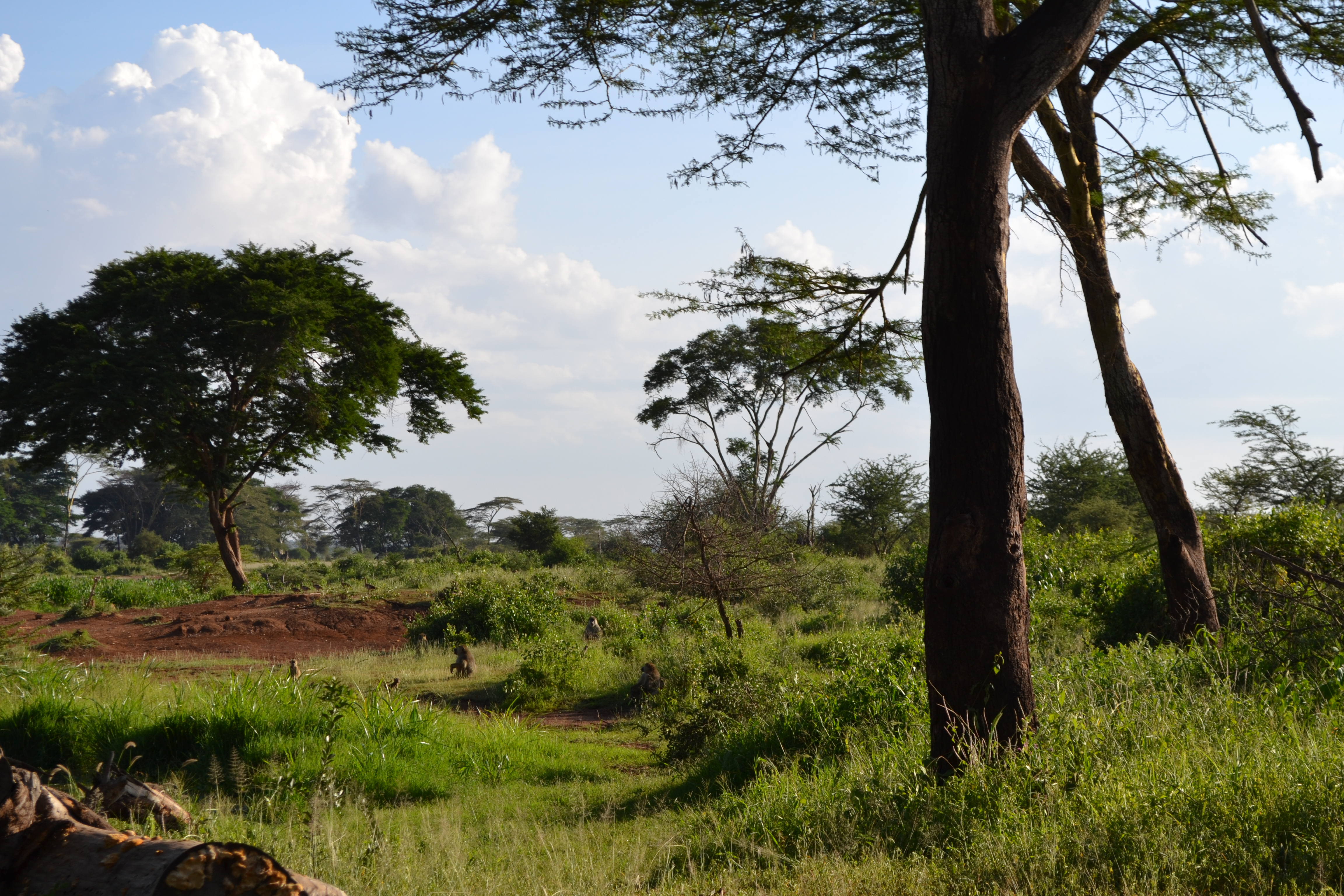
Krajobraz Serengeti
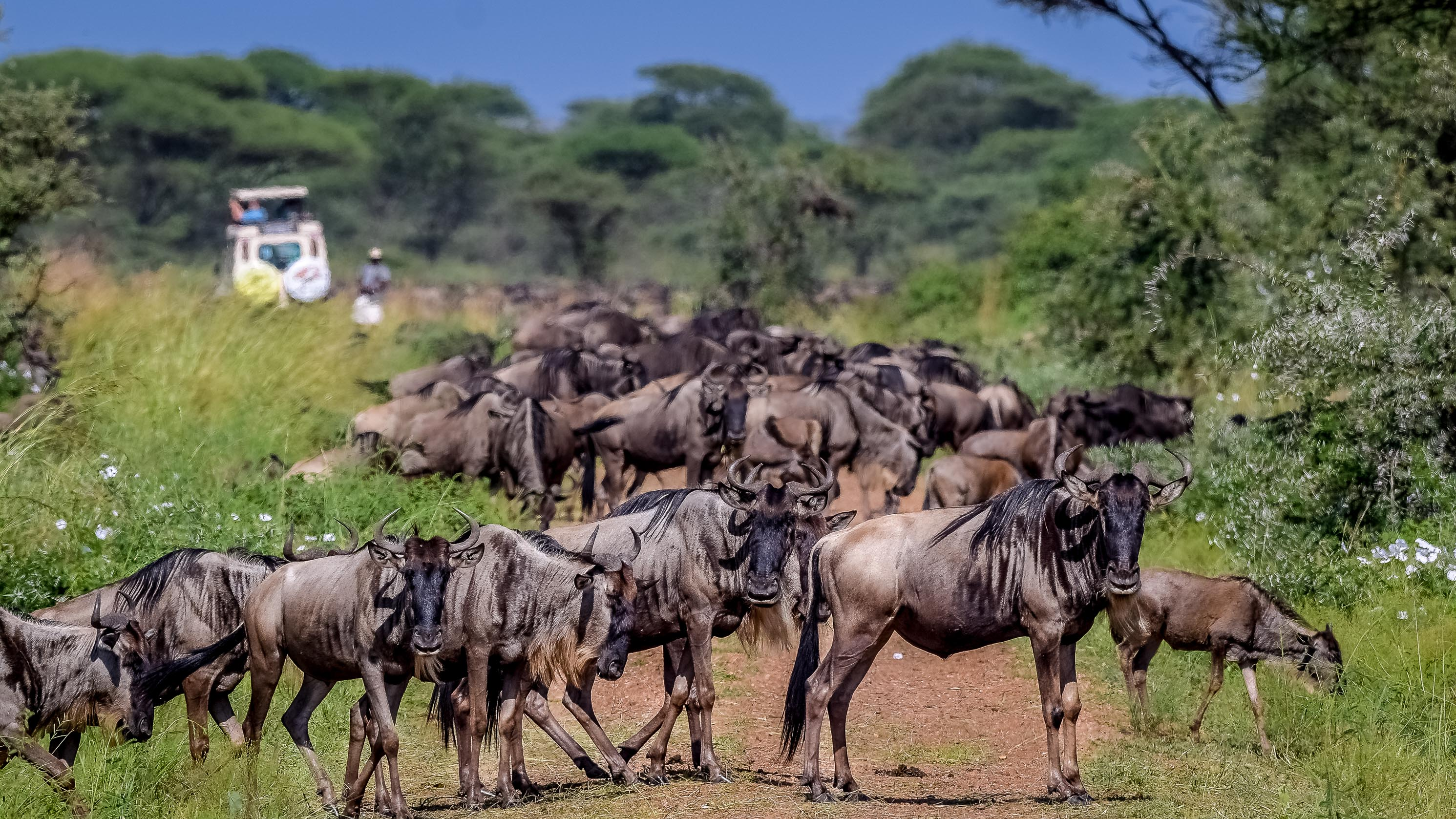
Gnu w Serengeti
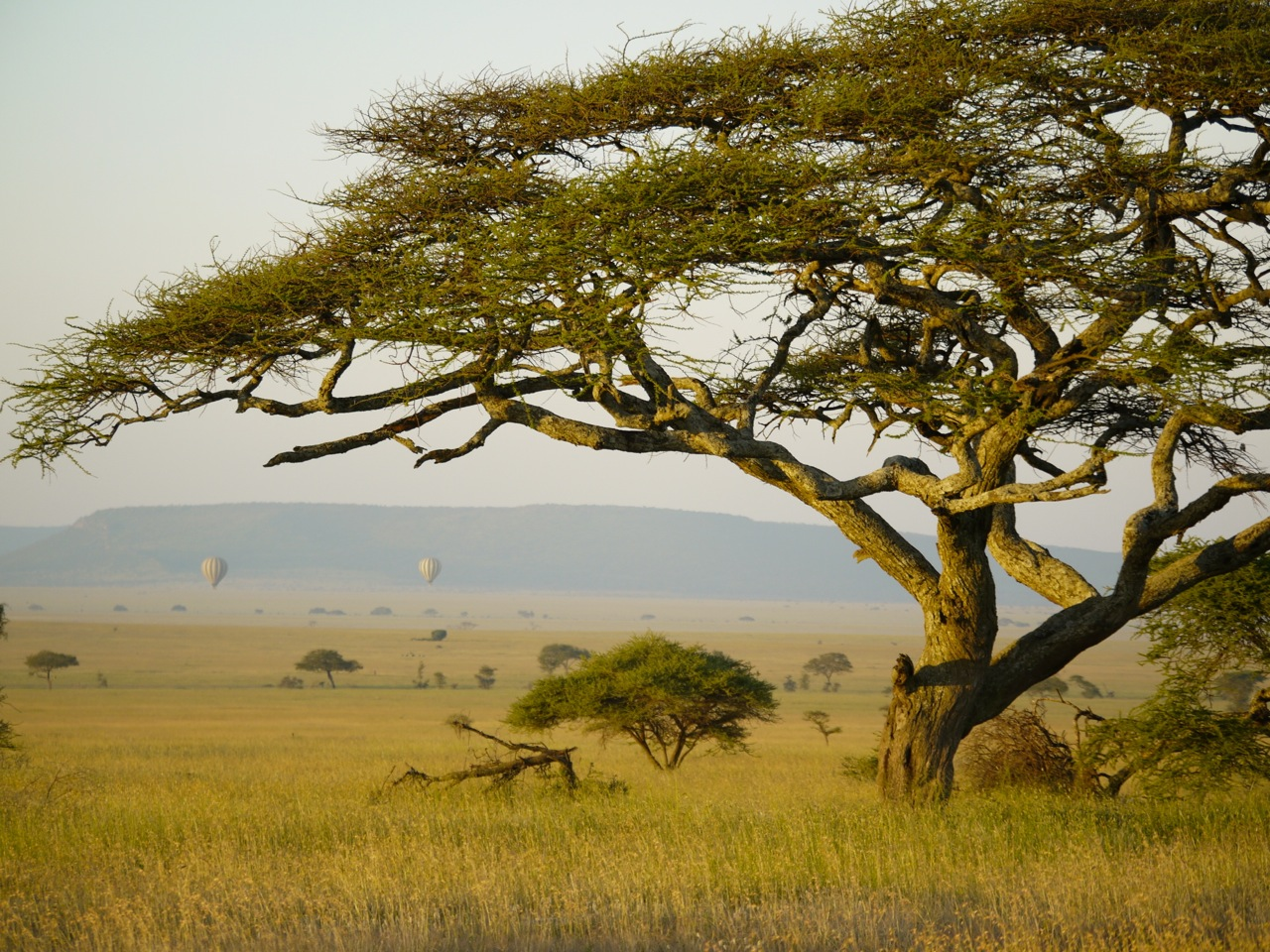
Krajobraz Serengeti
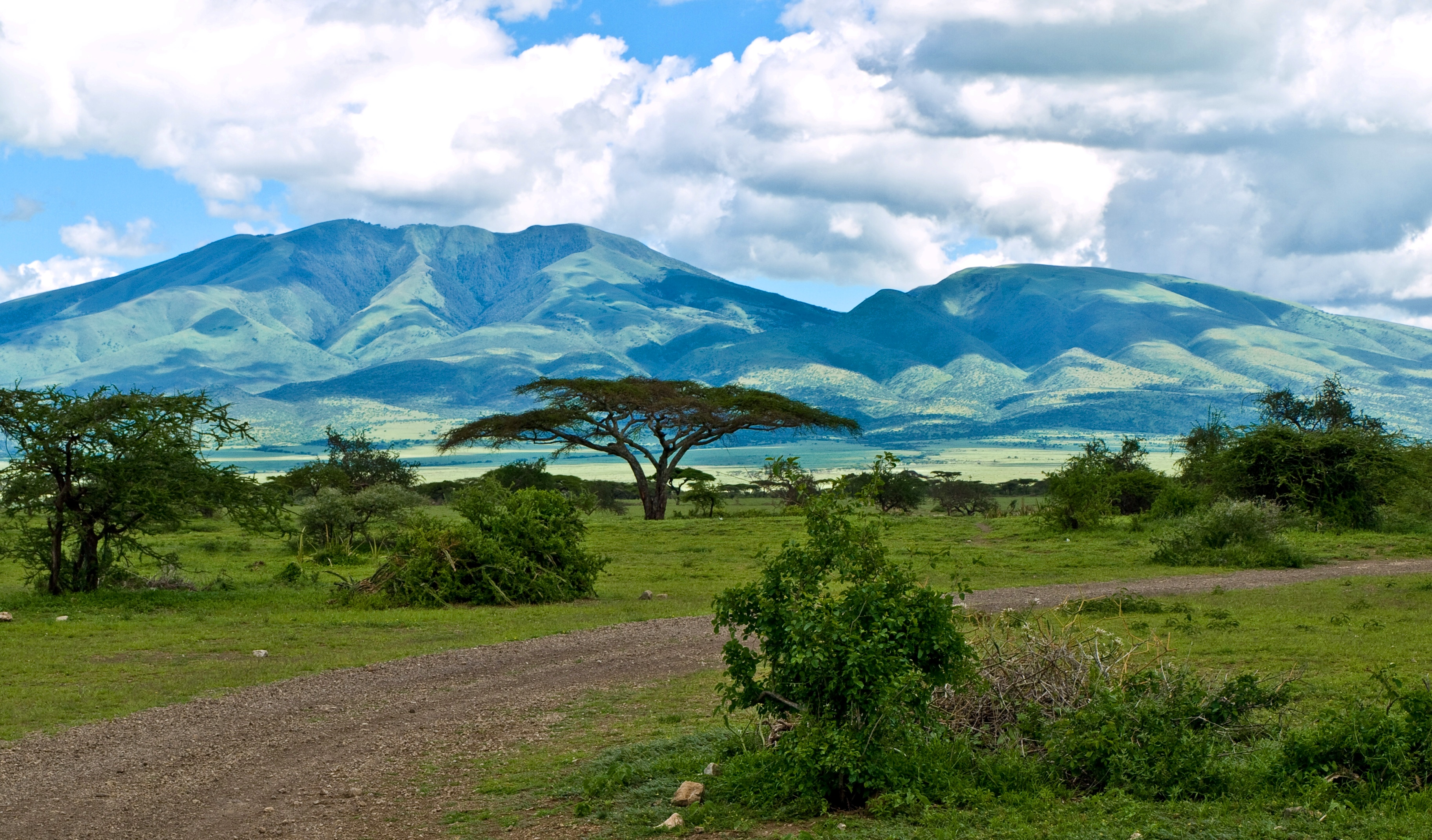
Góry Serengeti
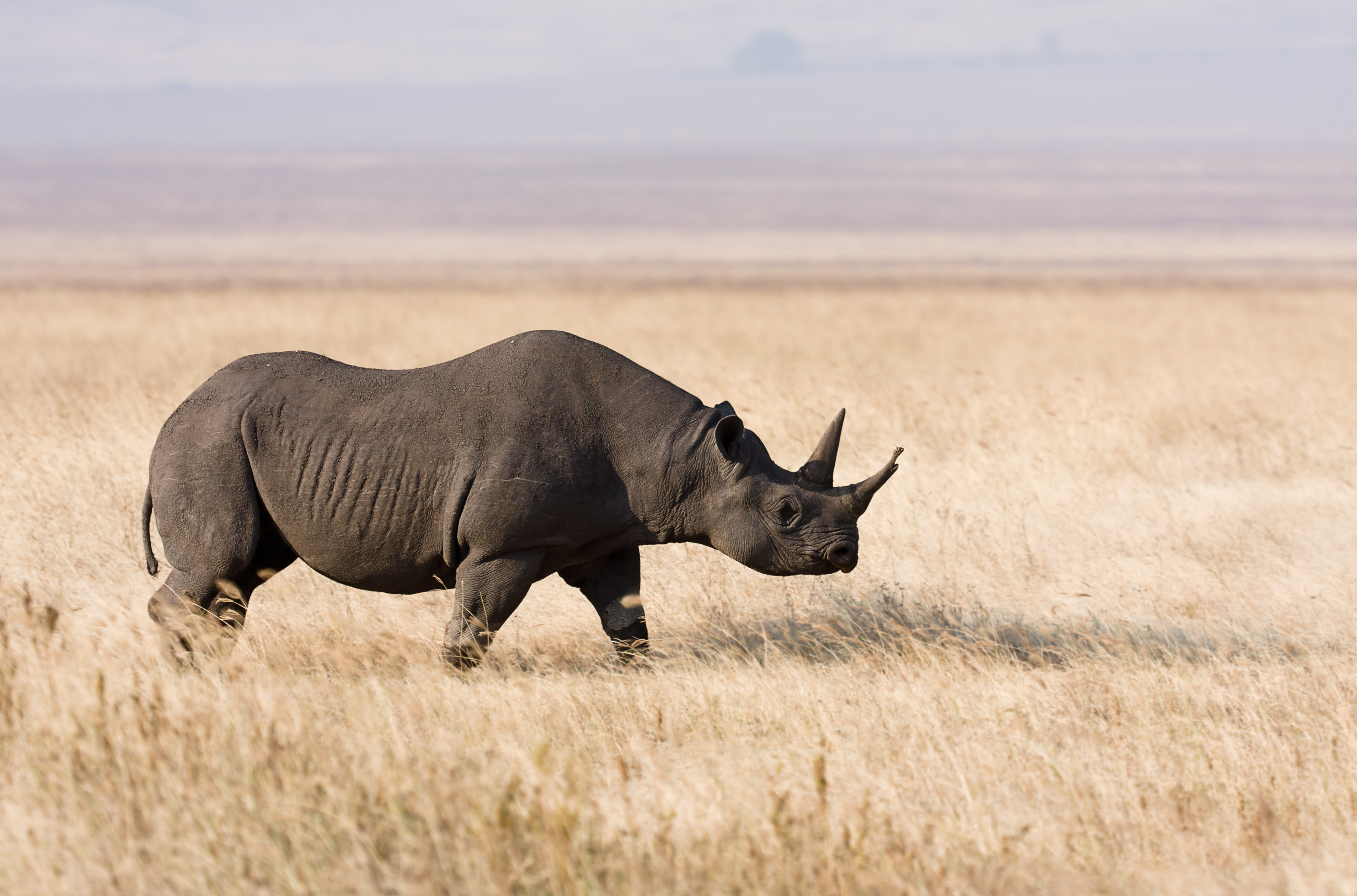
Nosorożec czarny; Ngorongoro Conservation Area, Serengeti
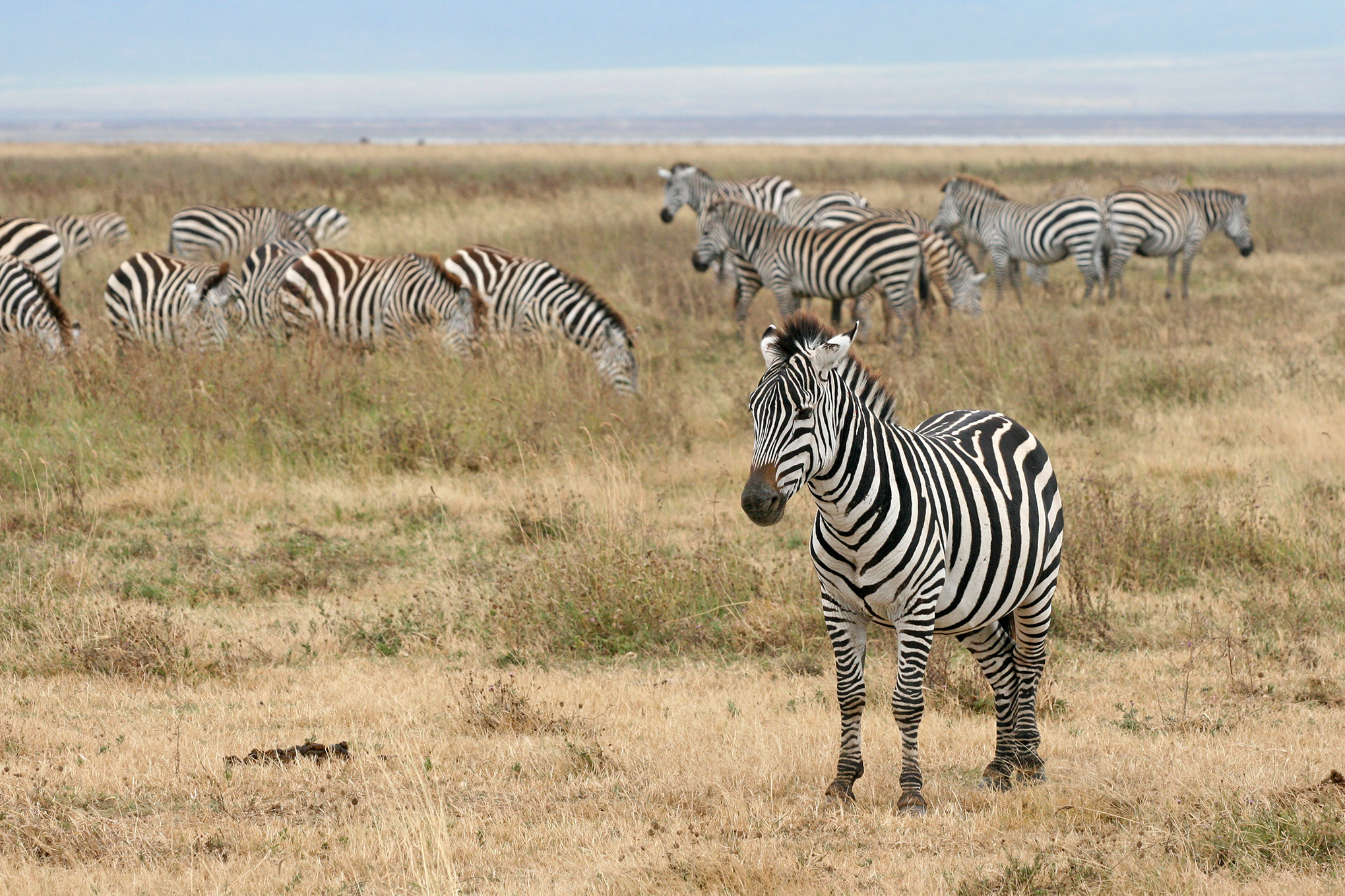
Stado zebr, Serengeti
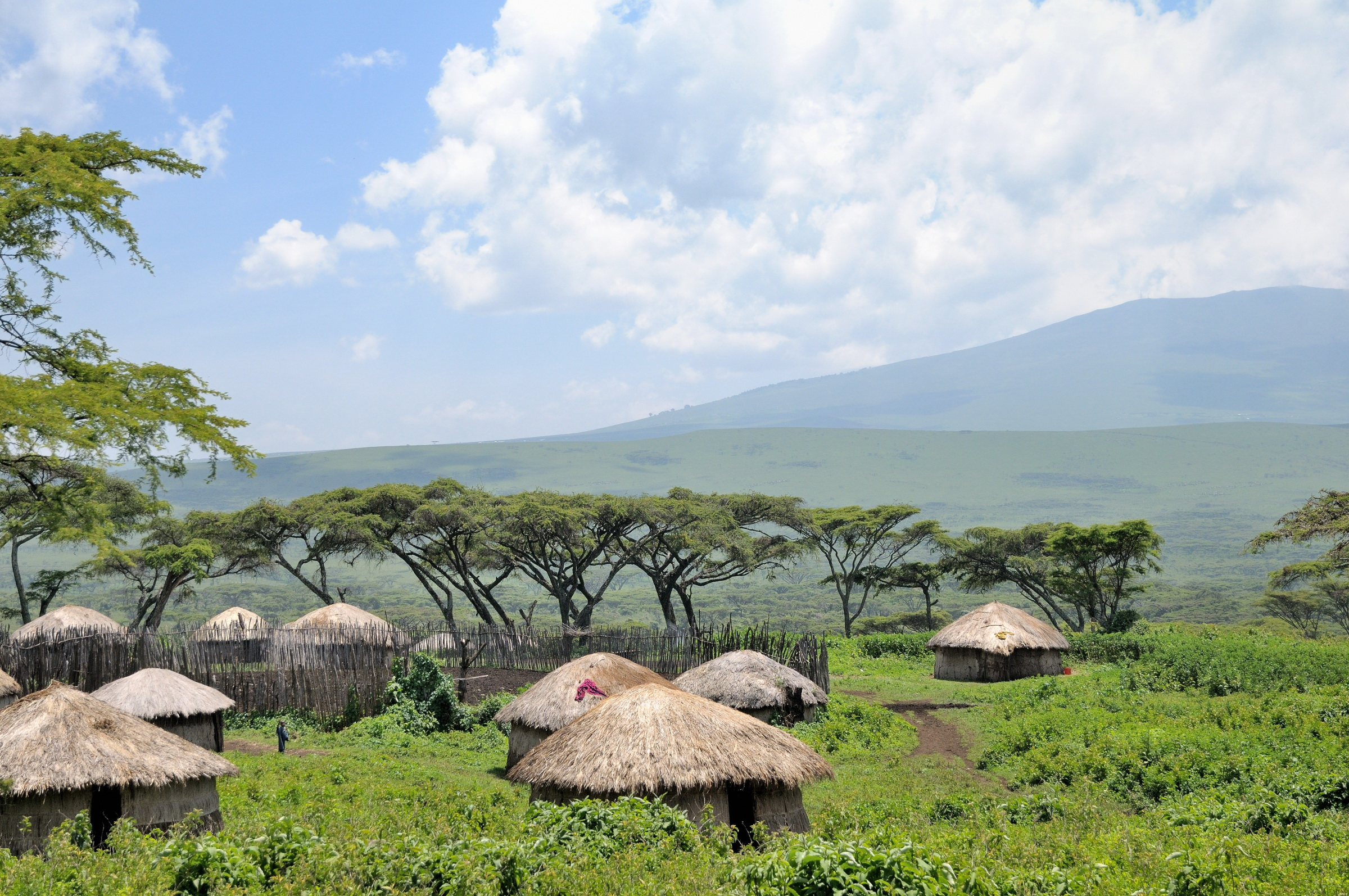
Wioska Masajów; Ngorongoro Conservation Area, Serengeti